# Gymnophora laciniata
Gymnophora laciniata är en tvåvingeart som beskrevs av Mikhailovskaya 1997. Gymnophora laciniata ingår i släktet Gymnophora och familjen puckelflugor. Inga underarter finns listade i Catalogue of Life.